# Benny Alex
Benny Alex Jensen (også kaldt Ben Alex, født 17. februar 1946) er en dansk forfatter og grafisk designer. Han har studeret litteratur og teologi i Aarhus og USA og er tidligere højskolelærer og redaktør. Hans forfatterskab omhandler især klassisk vækkelseskristendom og senmoderne spiritualitet, derudover har han også skrevet en række børnebøger. Benny Alex har i en årrække boet i Californien og Oregon, hvor han også har modtaget C.S. Lewis' guldmedalje for bedste børnebog.

## Liv og forfatterskab
Benny Alex har rod i de kristne vækkelsesmiljøer, navnlig Luthersk Missionsforening, og har i en årrække være fast klummeskibent i ugeavisen Udfordringen, et kirkeligt magasin fra det karismatiske miljø. I 2000 udkom bogen Vejen Ud hvori han tager et personligt opgør med den dogmatiske kristendom, der kendetegnede de etablerede kirkesamfund han kom fra, og blev samtidig genstand for en betydelig kritik fra disse . Alex betegner sig selv som 'eksilkristen' (udtrykket har reference til den jødiske dispora og betegner dels en erfaring af hjemløshed og dels et krav om paradigmeskift).
Det var blandt andet gennem sit arbejde med Søren Kierkegaards forfatterskab, at Alex fik syn for 'hin enkelte', hvor troen beskrives som et fænomen, der ikke kan overtages udefra, men som noget, der må vokse frem frem indefra som et resultat af den enkeltes kampe, kriser og erkendelser. Efter udgivelsen af Vejen ud dannede Alex netværket 'Drivhuset' sammen med andre eksilkristne.
I 2016 udkom bogen Vejen indad, som er en række refleksioner over udvalgte tekster af den nonduale middelaldermystiker Meister Eckehart.
Hans seneste bog, JESUS og hans vej til transformation fra 2021, er et opgør med de mest populære Jesus-billeder og samtidig en vidende og oplysende introduktion til forståelsen af den Jesus, der i globaliseringens perspektiv fremtræder som en visdomslærer hævet over religionernes begrænsning.

## Teologi
Benny Alex' teologi kan efter opgøret med den missionske og karismatiske kristendom betegnes som et emerging church-fænomen. Alex taler om behovet for et paradigmeskifte, hvori den klassiske dogmatiske bestemmelse af kristendommen udfordres af den mere erfaringsbåren dimension. Hans spiritualitet er inspireret af apofatisk teologi, der afviser den dualistiske opstilling af den gode Gud overfor det onde menneske. Forening med Gud søges ikke opnået gennem forsagelse og udskillelse af det onde, men gennem en erkendelse, hvor det onde opløses i mødet med det gode.

## Udgivelser
- Den ubarmhjertige amerikaner, 1994, Scandinavia, ISBN 87-7247-408-4
- Søren Kierkegaard, Et autentisk liv, 1998, Scandinavia, ISBN 87-7247-495-5
- Vejen ud. En ny vision for kristen spiritualitet, 2000, Scandinavia, ISBN 87-7247-152-2
- Mødet med Eckhart. En indvielse i kristen mystik, 2008, Gnosis Forlag, ISBN 87-992455-0-7
- Spiritualitet: Fire veje til oplyst bevidsthed, 2009, Gnosis Forlag, ISBN 978-87-992455-1-2
- Gaven: Om at blive dig selv, 2012, Scandinavia, ISBN 978 87 7132 040 4
- Vejen indad i Gudsrigets bevidsthed, 2016, Boedal, ISBN 978 87 93062 14 6
- JESUS og hans vej til transformation, 2021, Boedal, ISBN 978 87 93062 35 1